# Julia - Eine ungewöhnliche Frau
Julia - Eine ungewöhliche Frau è una serie televisiva austro-tedesca prodotta dal 1999 al 2004 dalla Dor Film Produktionsgesellschaft. Protagonista, nel ruolo di Julia Laubach, è l'attrice Christiane Hörbiger; altri interpreti principali sono Peter Bongartz, Philipp Fleischmann, Paula Polak. Michael König, Fritz Karl, Hertha Schell  e Sissy Höfferer.
La serie si compone di 5 stagioni, per un totale di 65 episodi (13 per stagione).
In Austria, la serie è stata trasmessa in prima visione dall'emittente ORF e in Germania dall'emittente ARD 1. Il primo episodio, intitolato Schicksalsnacht, fu trasmesso in prima visione in Germania il 23 novembre 1999.

## Descrizione
Protagonista della serie è Julia Laubach, una cinquantenne avvocato di Vienna, che dopo il tradimento del marito decide di trasferirsi in campagna, dove diventa giudice. Il marito però non si arrende ed è deciso a riconquistarla.

## Episodi
| Stagione         | Episodi | Prima TV Germania | Prima TV Italia |
| ---------------- | ------- | ----------------- | --------------- |
| Prima stagione   | 13      | 1999-2000         | inedita         |
| Seconda stagione | 13      | 2000              | inedita         |
| Terza stagione   | 13      | 2001              | inedita         |
| Quarta stagione  | 13      | 2002              | inedita         |
| Quinta stagione  | 13      | 2003              | inedita         |

## Premi e riconoscimenti
- 2000: Nomination al: Deutscher Fernsehpreis come miglior serie televisiva
- 2001: Premio Adolf Grimme a Christiane Hörbiger
- 2001: Bayerischer Fernsehpreis a Christiane Hörbiger
- 2003: Deutscher Fernsehpreis a Christiane Hörbiger